# Motor Minesweeper

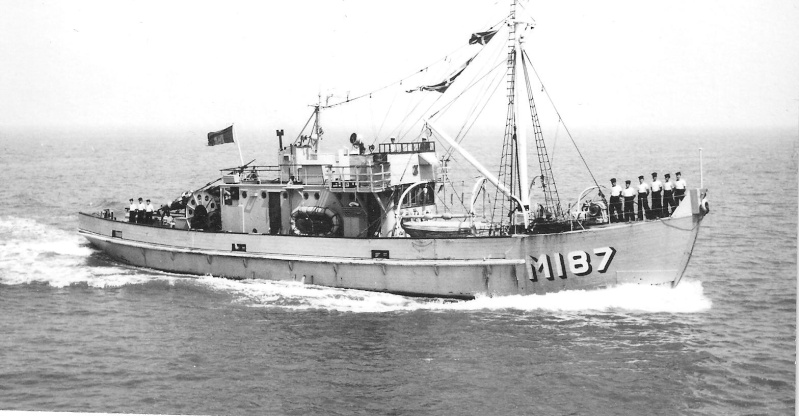
MMS 187 der belgischen Marine (MMS-1-Klasse)

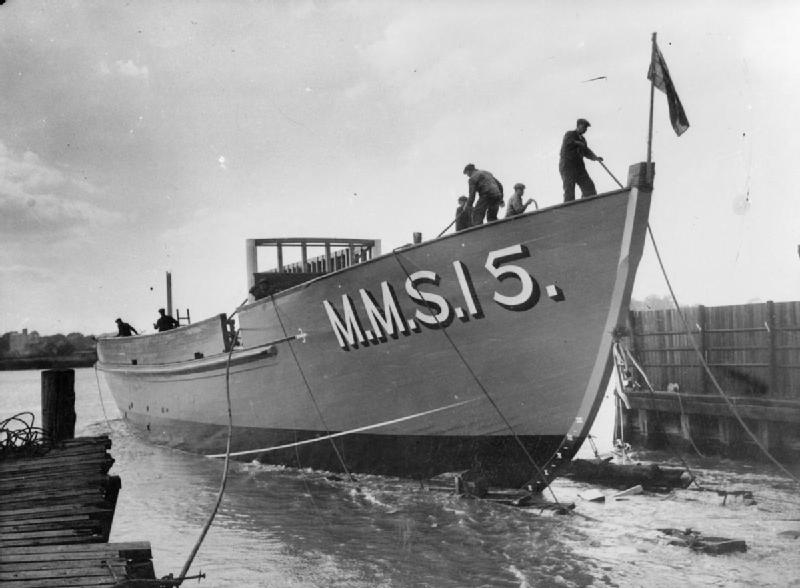
Stapellauf des MMS 15. Die Holzkonstruktion ist gut erkennbar

Als Motor Minesweeper bezeichnete die britische Royal Navy einen Typ von Motorminensuchbooten, der im Zweiten Weltkrieg in den zwei Varianten MMS-1-Klasse und MMS-1001-Klasse in großer Stückzahl beschafft wurde.

## Charakteristika

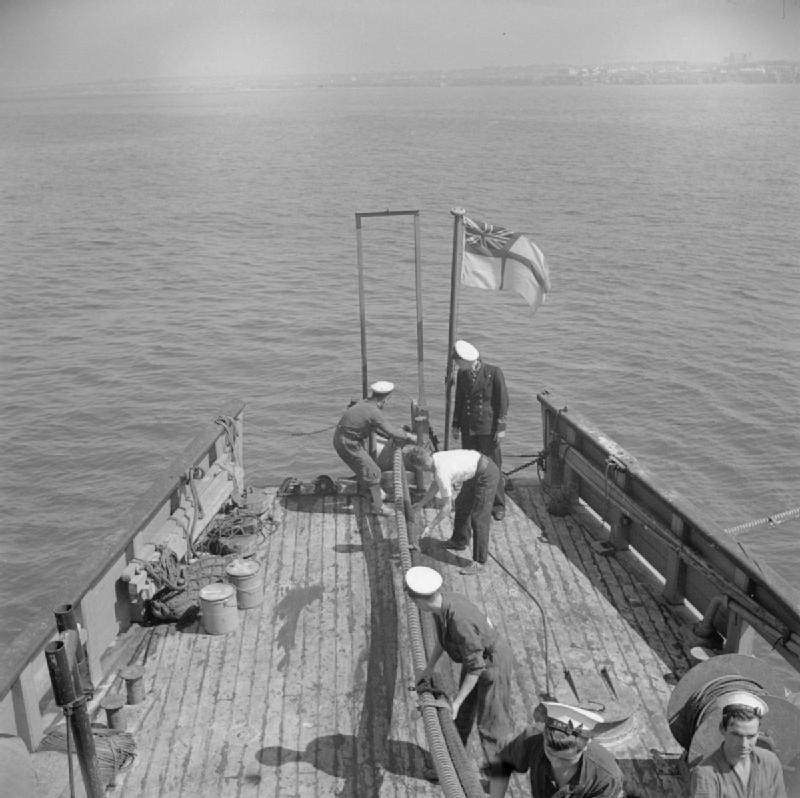
Ausbringen des elektrischen Räumgeschirrs

Bei den Booten handelte es sich um einfache Holzkonstruktionen, die auf diversen kleinen Werften gebaut wurden. Sie waren so unkompliziert ausgelegt, dass sie von Reservisten betrieben werden konnten.
Als Antrieb besaßen sie einen Dieselmotor von etwa 500 PS, der ihnen eine Geschwindigkeit von 10 bis 11 kn verlieh. Ihre Motorleistung reichte nicht aus, ein herkömmliches Minenräumgeschirr zu schleppen. Deshalb waren sie nur mit einem leichten Räumgerät gegen akustische und Magnetminen und ausgestattet, das im Wesentlichen aus einem elektrischen Räumkabel bestand. Zum Selbstschutz verfügten die Boote über leichte Flugabwehrwaffen.

### MMS-1-Klasse
Die MMS-1-Klasse (auch MMS-110-ft-Klasse) wurde nach dem Ausbruch des Zweiten Weltkriegs entwickelt. Sie wurden in Großbritannien, Kanada, Israel und in britischen Überseegebieten gebaut und ab dem Jahr 1941 abgeliefert. Die Klasse umfasste 402 Boote. Bei einer Länge von 34,75 m und einer Breite von 7 m verdrängten sie 165 ts und liefen eine Geschwindigkeit von 11 kn. Sie hatten 20 Mann Besatzung und waren mit zwei schweren Maschinengewehren bewaffnet. Die Boote trugen die Nummern MMS-1 bis MMS-402.

### MMS-1001-Klasse

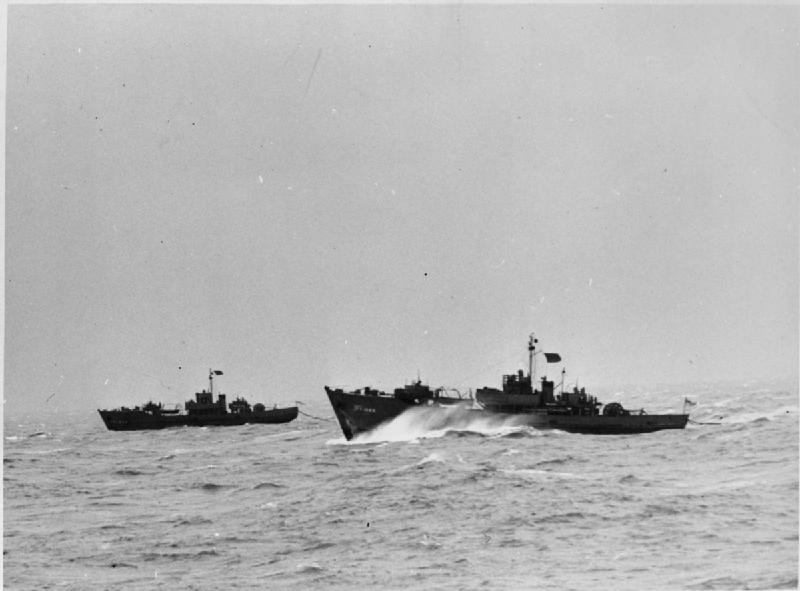
MMS 1022 und ein Schwesterboot der MMS-1001-Klasse mit ausgebrachtem Räumgerät

Ende 1942 entschied die Royal Navy, die Serie auslaufen zu lassen und ähnlich ausgestattete aber etwas größere und seefähigere Boote der MMS-1001-Klasse (auch MMS-140-ft-Klasse) zu beschaffen. Die 90 Boote dieser Klasse wurden in Großbritannien und Kanada gebaut und ab 1943 abgeliefert. Bei einer Länge von 42,70 m und einer Breite von 7,9 m verdrängten sie 255 ts. Bei gleicher Motorisierung wie die MMS-1-Klasse und erheblich größerer Verdrängung liefen sie nur eine Geschwindigkeit von 10 kn. Sie hatten 21 Mann Besatzung und waren mit zwei 20-mm-Flugabwehrgeschützen bewaffnet. Die Boote trugen die Nummern MMS-1001 bis MMS-1090.

## Verbleib

### Allgemeines

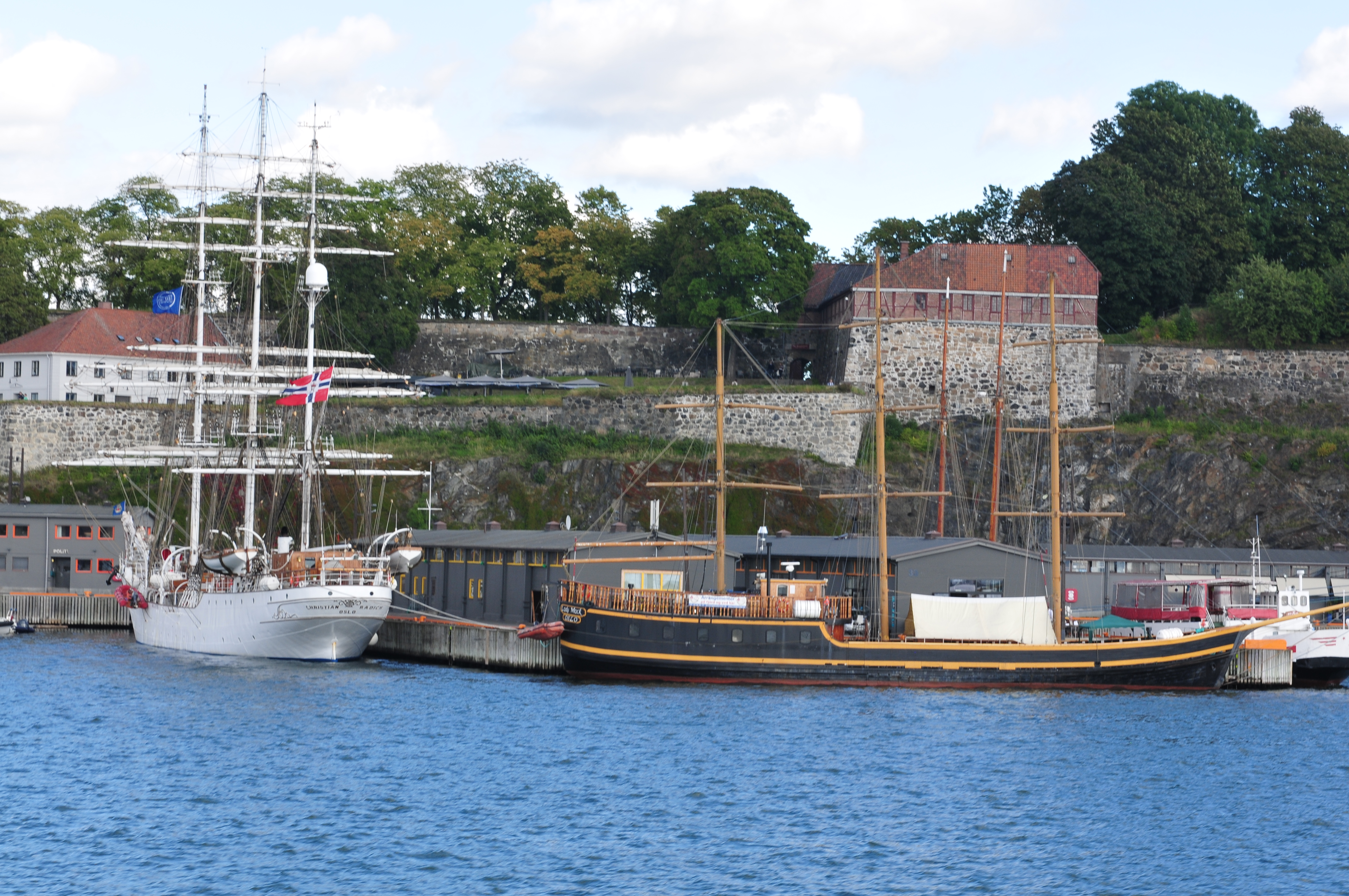
Das ehemalige MMS 173 als norwegische Segelyacht Lady Mack

Von den 492 gebauten Booten wurde eine größere Anzahl an verschiedene andere Marinen abgegeben, darunter allein 74 nach Skandinavien. Weil die Boote für die militärische Nutzung nur eingeschränkt geeignet waren, wurden viele zu Fischereifahrzeugen und Küstenmotorschiffen umgebaut, um die im Zweiten Weltkrieg dezimierten Fischerei- und Handelsflotten zu verstärken. Die meisten Schiffe erreichten Ende der 1950er Jahre das Ende ihrer wirtschaftlichen Nutzungsdauer. Nur wenige wie die norwegische Yacht Lady Mack sind bis heute erhalten.

### Belgien
Die belgische Marine erhielt 1946 von der Royal Navy acht Boote der MMS-1-Klasse, die bereits während des Krieges zur Royal Navy Section Belge gehörten und belgische Besatzungen hatten. Die Boote leisteten einen wichtigen Beitrag zur Minenräumung der belgischen Hafenzufahrten. Sie wurden zwischen 1953 und 1955 ausgemustert.

### MMS in deutschen Diensten
Sechs Boote der MMS-1-Klasse, die über Frankreich nach Belgien verkauft worden waren und dort in der Fischerei eingesetzt waren, gelangten Anfang der 1950er nach Deutschland. Es handelt sich um in Kanada gebaute Boote, deren Baunummern nicht mehr feststellbar sind. Anstelle von Namen führten die Boote im Seegrenzschutz und in der Bundesmarine nur aus Buchstaben und Ziffern bestehende Bezeichnungen.

#### Seegrenzschutz
Der 1951 aufgestellte deutsche Seegrenzschutz erwarb die sechs Boote in Belgien, wo sie wegen der geringen Laderaumkapazität für die Fischerei nicht mehr rentabel waren und auflagen. Sie wurden nach der Übernahme auf deutschen Werften instand gesetzt und umgebaut. Dabei erhielten sie etwas stärkere Motoren von 600 PS. Außerdem wurden sie für die Aufnahme von leichten Geschützen vorbereitet, die 1953 eingebaut wurden.
Nach dem Umbau wurden sie als Große Wachboote in Dienst gestellt. Sie bildeten die in Kiel stationierte 3. Flottille.

#### Bundesmarine

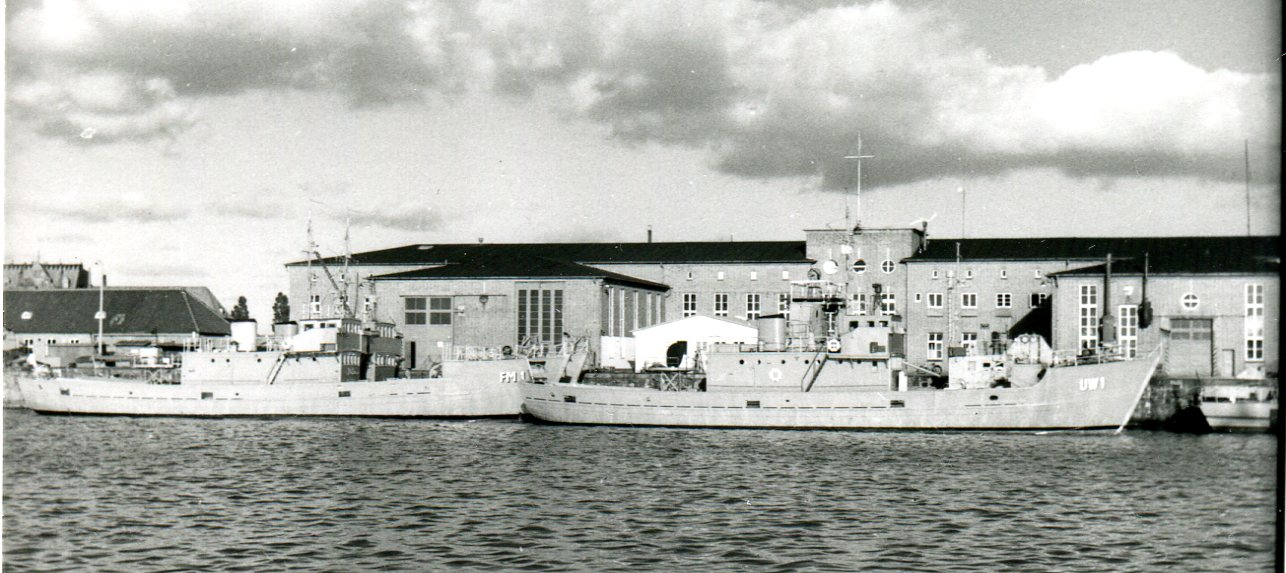
Ehemalige Minensuchboote der MMS-1-Klasse im Dienst der Bundesmarine 1957

1956 wurde das gesamte Material des Seegrenzschutzes in die Bundesmarine übernommen. Die MMS wurden zu Schulbooten der Klasse 339 für verschiedene Schulen der Marine umgerüstet und zunächst im Schulgeschwader Ostsee zusammengefasst. Dabei wurde die Bewaffnung bis auf ein Boot ausgebaut. Nach der Auflösung des Schulgeschwaders 1958 wurden sie den Schulen, für die sie eingesetzt wurden, direkt unterstellt. Die Boote wurden nach und nach bis 1974 ausgesondert.